# Brasilotitan
Genre
Espèce
Le Brasilotitan est un genre de titanosaure du Crétacé supérieur retrouvé au Brésil. L'espèce-type, Brasilotitan nemophagus, a été décrite par Elaine B. Machado et al. en 2013.
L'holotype est constitué d'une mandibule, de vertèbres cervicales et sacrées, d'un ungual et de fragments de pelvis retrouvés près de Presidente Prudente.
Le genre se rapprocherait de l'Antarctosaurus et du Bonitasaura.